# 若年性骨髄単球性白血病
若年性骨髄単球性白血病（じゃくねんせいこつずいたんきゅうせいはっけつびょう、英名 Juvenile myelomonocytic leukemia）とは小児の血液腫瘍の一種であり、骨髄異形成/骨髄増殖性腫瘍の一つに分類され、JMMLと略称される。
小児、特に3歳未満に多く発症し末梢血と骨髄において顆粒球と単球が著明に増加する。年間に小児100万人あたり1人強の発症率で、男児に多い。正常な造血が阻害されることにより、倦怠感や感染症あるいは出血を生じやすく、さらに臓器への白血病細胞の浸潤を来たして臓器不全をおこし、強力な治療を施さないと多くの患者にとって致命的な疾患である。
尚、若年性骨髄単球性白血病は大人の慢性骨髄単球性白血病(CMML)や急性骨髄単球性白血病(AML-M4)とは名称は似ているが、それらを小児が発症したものではなく、異なる疾患である。

## 分類
FAB分類ではMDSに分類されていたが、白血球増加を呈する症例が多く骨髄増殖性疾患とも共通した点があり、2001年に出版されたWHO分類では骨髄異形成/骨髄増殖性疾患(MDS/MPD)に分類された。
さらに骨髄異形成/骨髄増殖性疾患は2008年WHO分類第4版にて骨髄異形成/骨髄増殖性腫瘍(MDS/MPN)に改名された。

## 特徴
小児、特に3歳未満に発症し末梢血と骨髄において、骨髄系細胞である顆粒球と単球がクローン性の増加を見る。末梢血では特に好中球が増加し、幼若な顆粒球や単球も増加するが、芽球は通常は5％以下である。骨髄は過形成であり、顆粒球が増加し単球も5-10％を占めるが、明らかな細胞の異常は見つけにくく芽球と前単球は20％未満である（20％以上だと急性白血病のカテゴリーになる）。多くの患者でHbF（胎児性ヘモグロビンで正常なら生後すぐに減少する）が著明に増加している。若年性骨髄単球性白血病は骨髄異形成/骨髄増殖性腫瘍(MDS/MPN)に分類されるが、実際には細胞の異形成はそれほど顕著ではない。小児では全体としてはMDS/MPN自体が稀であるので、小児のMDS/MPNの中ではJMMLは20-30％を占める。
末梢血では未熟な白血球を含む顆粒球と単球が増加する。白血球数の増加は比較的緩やかで多くは25000-35000個/マイクロリットルであるが、それをはるかに超えて増加することもある。末梢血で増加している単球には曲がった桿状のもの（くびれたもの）が見られるのが特徴である。monosomy7を呈するものでは比較的細胞の異形成は多い。。

## 症状
診察を受けるきっかけになる初期症状には発熱やリンパの腫れなど感染症に似た症状、あるいは湿疹や出血を示すことが多い。
白血病細胞が骨髄で増加し正常な造血が阻害されるため、血小板減少や貧血などがおこり、倦怠感、易感染症、肝脾腫がみられる。また、白血病細胞が肝臓、脾臓、リンパ節、皮膚、肺、気道に侵潤し様々な症状を起す。
貧血や発熱、肝腫大はほとんどの患者に見られるようになり、皮膚の異常や気管支炎、扁桃炎もそれぞれ半数程度の患者に見られ、出血も少なからず見られる。

## 鑑別
ウイルス感染症(EBウイルス、サイトメガロウイルス(CMV)、ヘルペスウイルス-6(HHV-6）など）にはJMMLに酷似した病態を示すものがあるので、諸検査でウイルス感染症の可能性を除外することは重要である。

## 疫学
発症率は年間に小児100万人あたり1.3人程度で小児白血病の中でも2-3％未満の稀な疾患である。患者の2/3が男児である。なかでも、3歳未満が75％、1/3が1歳未満であり、9歳以上は稀である。日本においては年に20人程度発症していると予想されるが、日本で登録され知られている統計によると、0歳児26人、1歳児15人、2歳児11人、3歳児10人、4歳児6人、5歳児2人、7歳児1人と年少ほど多いことが分かっている。
数千人に一人程度見られる神経線維腫症１型 (NF-1)の小児では若年性骨髄単球性白血病を発症する確率が通常の数百倍になり、若年性骨髄単球性白血病患者の約10％がNF-1を伴っている。とはいえNF-1の小児であっても若年性骨髄単球性白血病を発症する確率は1万人あたり数人である。

## 原因
造血幹細胞レベルでの異常だと考えられているが、患者すべてに共通する遺伝子異常は発見されていない。25％の患者ではmonosomy7を含む異常が見つかっている。
近年、約70％で骨髄系細胞の増殖に関わるGM-CSF受容体からのシグナル伝達に異常をきたす遺伝子異常が見つかっている(約20％にRAS変異、30-40％にPTPN11変異、10-20％にNF1変異）、またシグナル伝達の変異へのかかわり方は不明だが20％近くにCBL変異も見つかっている。したがってすべてに共通する遺伝子は見つかっていないものの、多くの患者ではなんらかの遺伝子異常が見つかることになる。ただし、この遺伝子異常は家系や親からの遺伝ではない。

## 治療
白血球数のコントロールが困難であればメルカプトプリン(ロイケリン)単剤やシタラビン(キロサイド)併用などの抗がん剤が使われる。
しかし、通常の抗がん剤治療では治癒を得ることは難しく、治癒を得るほとんど唯一の方法は同種造血幹細胞移植（骨髄移植や臍帯血移植）である。したがって診断が確定した後にはすべての患者が移植の適応とされ適切なドナーが見つかれば強く移植が推奨される。

## 予後
JMMLの中にもまれには緩やかな経過をたどるものもあるが、大多数にとっては致命的な疾患であり死因の多くは白血病細胞の浸潤による呼吸器などの臓器不全や感染症合併、出血などである。造血幹細胞移植および、造血幹細胞移植が失敗してもその後のドナーリンパ輸注などによっておよそ半数弱から6割強の患者(資料によりばらつきはある)は5年後にも生存し多くは治癒しているが、移植にともなう様々な問題もあり、また移植関連死もありうる。同種造血幹細胞移植を行わないと診断後の生存中央値は約1年である。
予後不良因子としては2歳以上、肝腫大、血小板の極端な減少、末梢血での芽球と赤芽球の増加などであり、予後良好因子はHbF<15%、血小板数正常、芽球5％以下などである。
遺伝子異常では、RAS変異のものは比較的ゆっくりとした進行であるが、PTPN11変異のあるものは年長に多く急に進行することが多い。monosomy7を呈するものも一般に予後は悪いとされる。

## 診断基準
2008年WHOによる。
1. 持続的な単球増加>1000/μl
2. BCR/ABL融合遺伝子を認めない。
3. 末梢血・骨髄の芽球及び前単球は20%以下
4. 上記3項目に加え下記のうち2項目以上を満たす。
  1. HbFが年齢から見て増加している。
  2. 末梢血で未熟な顆粒球が見られる。
  3. クローン性の染色体異常が見られる。
  4. 試験管内におけるコロニー形成法でGM-CSFに対する高感受性

### 註釈
1. ↑  人の染色体（遺伝子DNAがまとまったもの)は23種各2本ずつで46本あるが、monosomy7(モノソミー7）は7番目の染色体が1本しかない異常である。monosomy7は若年性骨髄単球性白血病だけでなく、急性骨髄性白血病（AML）や骨髄異形成症候群（MDS）でも良く見られる異常である。出典-三菱化学メディエンス株式会社・検査項目解説・7染色体2011.03.27閲覧